# Branislav Vukosavljević
Branislav Vukosavljević (né le 19 septembre 1929 à Belgrade en ex-Yougoslavie et mort le 10 novembre 1985) est un joueur et entraîneur de football yougoslave (serbe).